# Place Constantin-Pecqueur
Pour les articles homonymes, voir Constantin et Pecqueur.
La place Constantin-Pecqueur est une voie du 18e arrondissement de Paris, en France.

## Situation et accès
La place Constantin-Pecqueur est une voie publique située dans le quartier des Grandes-Carrières du 18e arrondissement de Paris. Elle débute au 42 rue Saint-Vincent et se termine au 42 avenue Junot. L'espace central de la place, anciennement square Constantin-Pecqueur, a été renommé « square Joël-Le Tac ».

Quelques vues
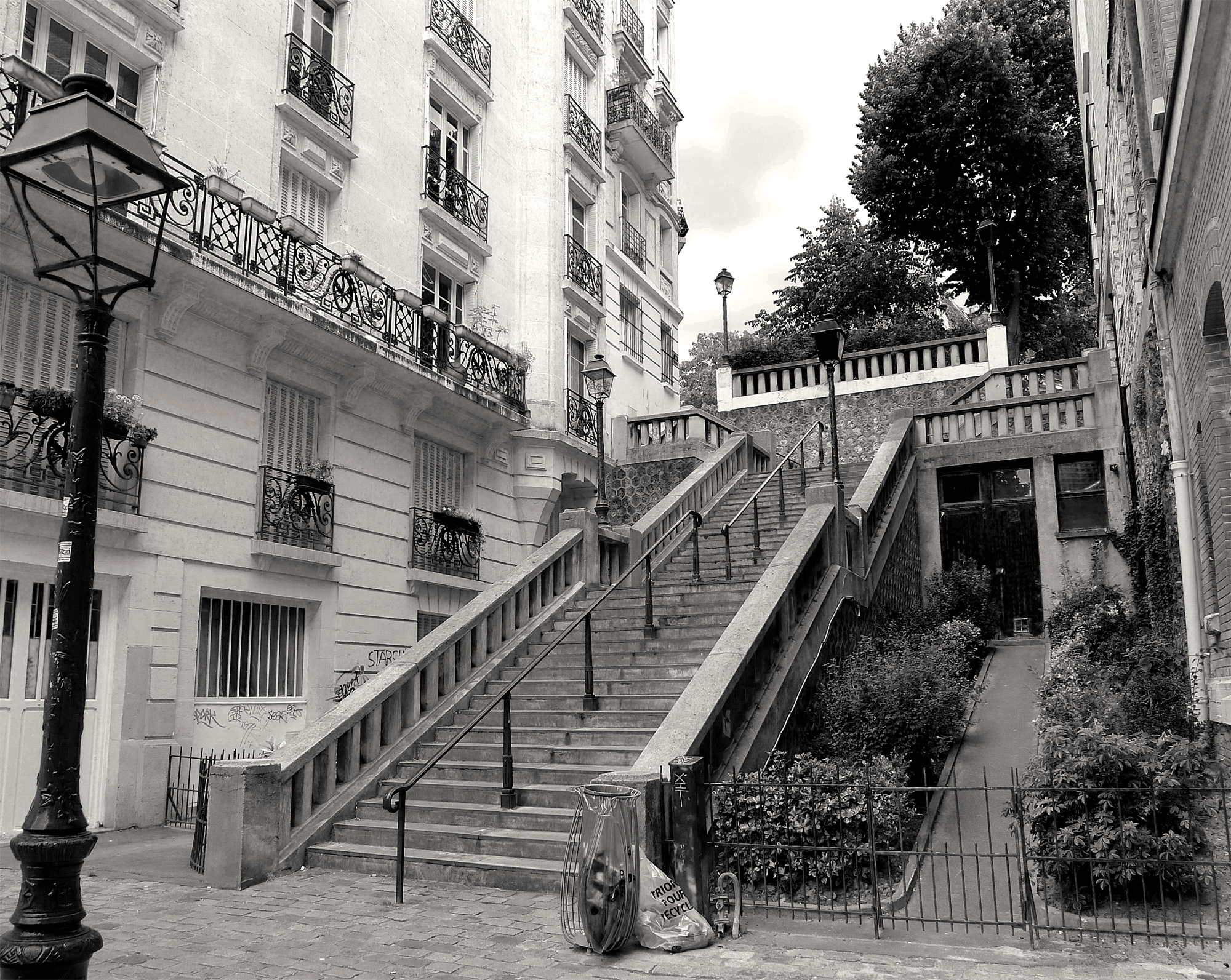
Côté sud : accès à la place Dalida.
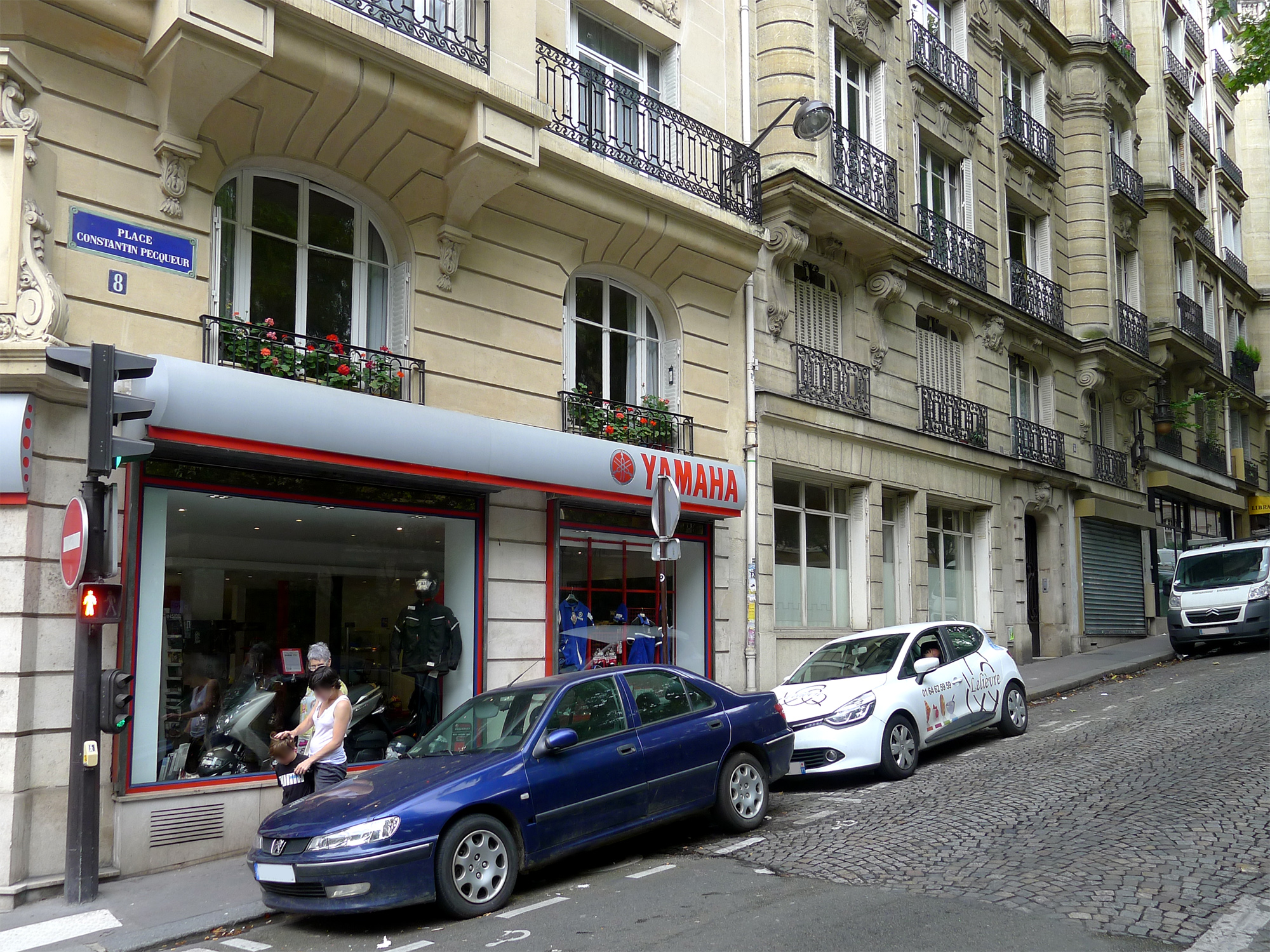
Façade est.
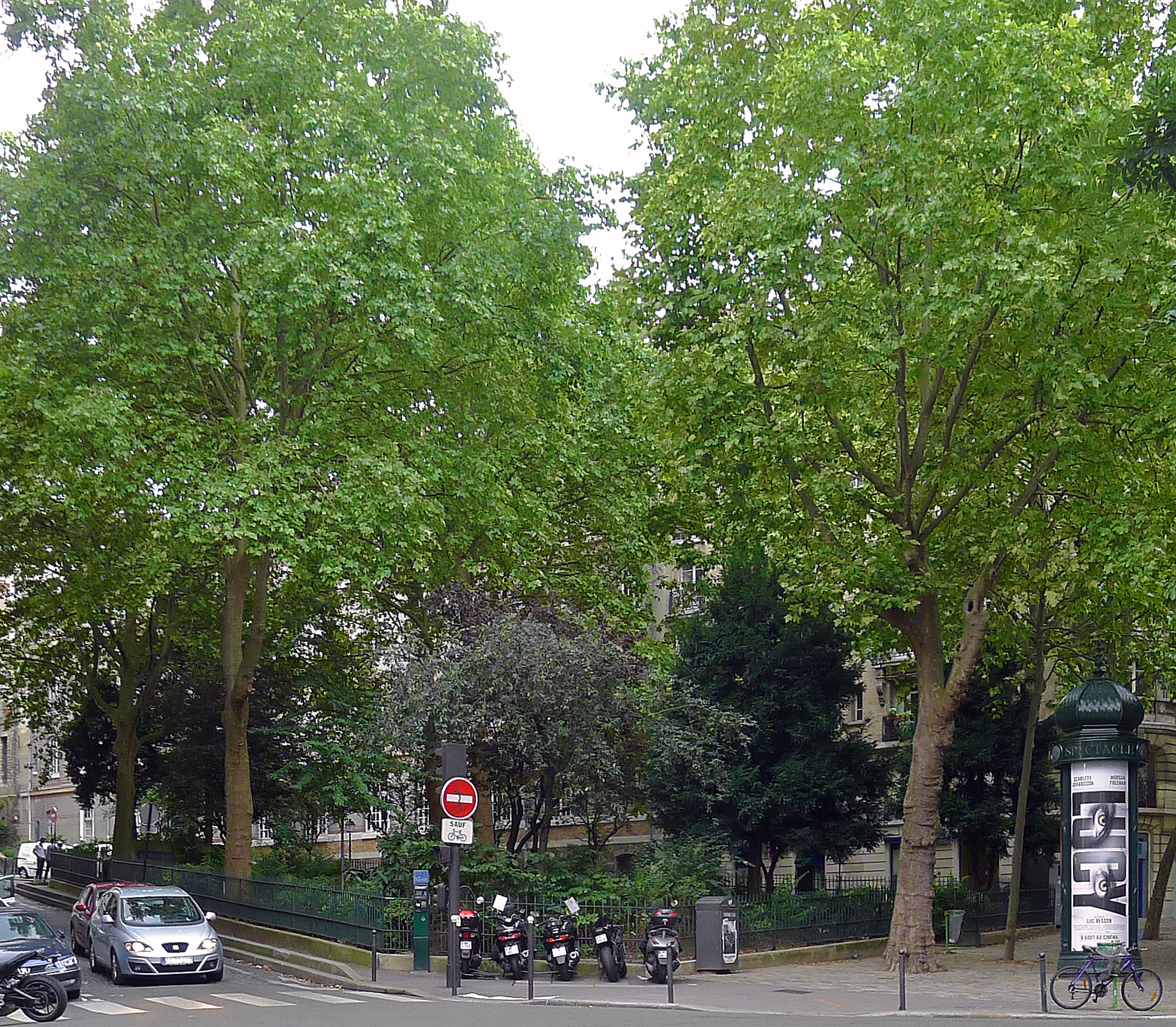
Square Joël-Le Tac vu depuis la rue Caulaincourt.

## Origine du nom

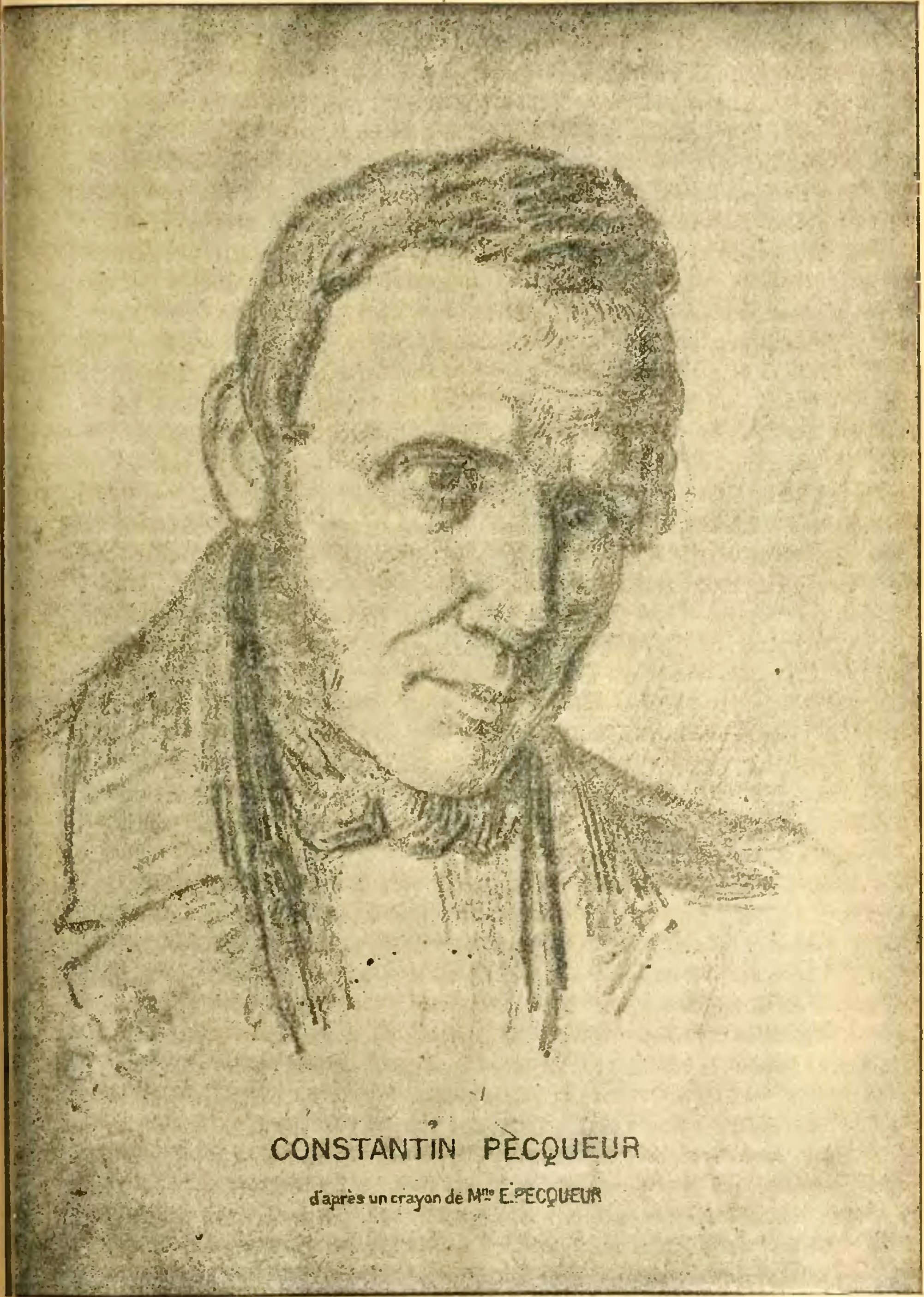
Constantin Pecqueur.

Elle porte le nom de Constantin Pecqueur (1801-1887), économiste et théoricien socialiste français.

## Historique
Précédemment place de l'Abreuvoir, voie de l'ancienne commune de Montmartre, la place Constantin-Pecqueur est classée dans la voirie parisienne par décret du 23 mai 1863. Formée par la réunion d'une partie de la rue Girardon et d'une partie de la rue de la Fontaine-du-But, elle prend le nom de « place Constantin-Pecqueur » par arrêté du 2 août 1899.

## Bâtiments remarquables et lieux de mémoire
- Le peintre Louis Valtat installe en 1907 un nouvel atelier dans un bâtiment de la place Constantin-Pecqueur.
- No 4 : mairie de la Commune libre de Montmartre de 1920 à 1928[1].
- Depuis la haute antiquité et jusqu’à, environ, 1850, la fontaine-du-Buc se tenait à cet emplacement[2],[3]. Les odonymes des rues de l'Abreuvoir , de la Fontaine-du-But et du Ruisseau  se réfèrent à cette fontaine.

### La place Constantin-Pecqueur dans la littérature
Philippe Delerm consacre une nouvelle des Eaux troubles du mojito à la place Constantin-Pecqueur : « […] cette place un peu secrète, à peine inclinée, juste au pied de la Butte. »
Didier Blonde dans Cafés, etc., indique que Patrick Modiano dans Une Jeunesse, y fait venir Odile et Louis pour le simple plaisir de les entendre se dire « Rendez-vous à cinq heures, au Rêve », café littéraire connu dont les salles donnent sur la place.
Roland Dorgelès situe son roman Le Château des brouillards (Albin Michel, 1932) sur la butte Montmartre : « Place Constantin-Pecqueur, où des familles prenaient le frais sous les arbres [...] » (p. 181).